# Bahnhof Bruchsal
Bahnhof Bruchsa vasútállomás Németországban, Bruchsalban. A német vasútállomás-kategóriák közül a második csoportba tartozik.

## Vasútvonalak
Az állomást az alábbi vasútvonalak érintik:
- Mannheim–Karlsruhe–Bázel nagysebességű vasútvonal
- Bruhrain Railway

## Kapcsolódó állomások
A vasútállomáshoz az alábbi állomások vannak a legközelebb:
- Bruchsal Gewerbliches Bildungszentrum (Karlsruhe Hauptbahnhof, S3, óramutató járása szerinti irány)
- Ubstadt-Weiher (Karlsruhe Hauptbahnhof, S3, óramutató járásával ellentétes irány)
- Bruchsal Sportzentrum (Germersheim, S 33)
- Bruchsal Gewerbliches Bildungszentrum (Karlsruhe Hauptbahnhof, S 31)
- Bruchsal Schlossgarten (Odenheim, S 31)
- Bruchsal Gewerbliches Bildungszentrum (Karlsruhe Hauptbahnhof, S 32)
- Bruchsal Schlossgarten (Menzingen (Baden), S 32)
- Bruchsal Sportzentrum (Germersheim, Bruhrain Railway)
- Bruchsal Sportzentrum (Germersheim, S 33)